# Salobrena rubiginea
Abaera rubiginea is een vlinder uit de familie van de snuitmotten (Pyralidae). De wetenschappelijke naam van de soort werd voor het eerst geldig gepubliceerd in 1897 door Hampson als Abaera rubiginea.